# Hyldebladet baldrian
Hyldebladet baldrian (Valeriana sambucifolia) er en flerårig urt i gedeblad-familien. Den er 30-150 centimeter høj med fjersnitdelte blade, der er delt i 7-13 afsnit på de største blade. Blomsterne er tvekønnede med et 4-8 millimeter langt kronrør.
I Danmark findes hyldebladet baldrian almindeligt i fugtige skove. Blomstringen sker i juni og juli.